# 黒獣 〜気高き聖女は白濁に染まる〜
『黒獣 〜気高き聖女は白濁に染まる〜』（くろいぬ けだかきせいじょははくだくにそまる）は、Liquidから2010年4月23日に発売されたアダルトゲームおよび、それを原作としたアダルトアニメ。2018年12月21日に発売された続編『黒獣II 〜淫欲に染まる背徳の都、再び〜』（くろいぬ2 いんよくにそまるはいとくのみやこ、ふたたび）についても本項で併せて述べる。
本作は、ネクストンのブランドの一つで、エロを重視した凌辱系、あるいは「抜きゲー」と呼ばれる作品を手掛ける「Liquid」より発売された凌辱アドベンチャーゲームである。
2015年6月26日にMicrosoft Windows 8対応などシステムの調整が施された廉価版『黒獣 〜気高き聖女は白濁に染まる〜 ERE（エロティック・リマスター・エディション）』が発売。
2014年1月に発売されたアダルトアニメ版の第4巻以降の続編制作が告知されていたが、約4年後の2018年6月に同年8月に第5巻発売が発表された。
2018年7月、公式サイトにてLiquid15周年記念作品として、画像解像度の向上やアナザーエピソードを追加した『黒獣・改 〜気高き聖女は白濁に染まる〜』および世界観を引き継ぐ続編『黒獣II 〜淫欲に染まる背徳の都、再び〜』の制作が発表された。
そして、2021年9月には、『黒獣II 〜淫欲に染まる背徳の都、再び〜』のリニューアル版である『黒獣2・改』が発売された。
2022年12月には、完全新作の「淫慾の大娼館」 と、姉妹ブランドHERENCIAより発売された「エルフ村の姦落」のHDリマスターを合わせた『黒獣外伝 ～淫欲に溺れた娼姫たちの物語～』が発売された。

## あらすじ

### 第1作
数百年におよぶダークエルフ率いる魔軍と人間・エルフの同盟軍の大戦の末、ダークエルフの女王・オリガの魔力に衰えが見えはじめ、同盟軍の長であるセレスティンは千載一遇の好機と、ヴォルト率いる歴戦の傭兵軍団『黒犬傭兵団』に魔軍の本拠地である「黒の城」の制圧を依頼し、見事勝利を勝ち取った。
しかしヴォルトはオリガを拘束し魔軍を手中に収め、連合軍に対し、世界中の女を不特定多数の男に対し性的奉仕をさせる「奉仕国家」の建国を宣言する。
かくしてヴォルト率いる「新魔軍」と同盟軍の大戦がはじまった。

### 第2作
傭兵王ヴォルトが奉仕国家ニグラムスティア帝国を樹立してから百数年後、淫魔ティーフリングであるラドミラは娼婦として時の国王を骨抜きにし、国王の没後に玉座を得る。複数の国々から成る連合軍である神聖同盟が奉仕国家を包囲する中、奉仕国家の騎士団長ディレク・ロンドが包囲網を破壊していく。だが、ディレクには、王位簒奪という別の目的があった。

## 世界観
物語の舞台であるエオス平原はセレヌス大陸西方に位置し、大陸の覇権を狙うべく北の大陸より進撃するダークエルフの女王・オリガの率いる魔軍と、北方国境に七つの砦を構え迎撃するエルフと人間の同盟軍の大戦は数百年に渡り繰り広げられている。

## 第1作の登場人物

### 黒犬傭兵団→奉仕国家
ヴォルト
本作の主人公。傭兵軍団「黒犬傭兵団」の団長。一騎当千の強さを誇り「傭兵王」と謳われるほどの高い統率力と采配力、そして荒っぽいが「新魔軍」においても種族を越えて支持を得るほどのカリスマ性を持つ。また戦乱をこよなく愛し、戦場での凌辱、略奪も嬉々として行う。その戦闘力を買われて七盾同盟軍に雇われて先鋒として魔軍の居城、「黒の城」に突入して魔軍の女王・オリガを拘束したが、魔軍を手中に収めてからは退屈な世界をひっくり返そうと突如、「奉仕国家」の建国を宣言、魔軍の力と優れた采配力で同盟軍に襲い掛かる。
150年後を描いた「II」では死去しているが、奉仕国家こと「ニグラムスティア帝国」の建国王として伝説的存在となっている。
ヒックス
ヴォルトの側近で、主に斥候や折衛役を務める。黒犬傭兵団初期のメンバーで、男気のあるヴォルトに忠誠を誓っており、ヴォルトも信頼を寄せている。
キーン
ヴォルトの側近で、主に参謀や報告官を務める。黒犬傭兵団初期のメンバーで、他の荒っぽい団員に比べ物静かな性格。カリスマ性のあるヴォルトに忠誠を誓っており、ヴォルトも信頼を寄せている。
シャムハザ
黒犬傭兵団の一員で、あらゆる異形の蟲を自在に操る「蟲使い」。身体中に包帯を巻き、黒のマントを羽織っている。かつてはカグヤの同門だったが出奔し、カグヤのアナルに執着を持っている。
サー・ジョン・マンデヴィル
寡黙な老伯爵でクロエの元主人。クロエにあらゆる調教を施しどんな性技にも順応できるよう開発した張本人で、クロエは彼の名を聞くだけでも恐怖する。しかし彼自身クロエに惹かれており、クロエをどうしても手元に置きたくてヴォルトの下へ貰い受けに来た。
ベアズリー
一の砦の大臣。アリシアに対して欲情を抱いており、ヴォルトとの取引でアリシアを性奴隷として貰い受ける条件で砦を売った。
モルタデッラ兄弟
頭が豚の「豚人族」という亜人種で、兄のコンティと弟のポンティの双子の兄弟。二の砦の宮廷御用商人で、戦況が不利と悟るや否や新魔軍に寝返り、前々からプリムに欲情を抱いていた事もあり、プリムの身柄と引き換えに二の砦を陥落させるための協力をした。
ミシェル・パンティエール
貴族の御曹司で世間知らずのボンボン。過去にマイアを護衛として雇った時に一目惚れし、何度も交際を迫ったがことごとく断られた。その逆恨みから、四の砦を売る事を条件にマイアを奴隷として貰い受けようとヴォルトの下へ訪れた。
クラウス・カーティス
同盟軍の文官でクラウディアの夫。代々武官の出であるレーヴァンタイン家において文官の道を選んだため、父・グラーヴよりレーヴァンタインの姓を許されず、母方の姓を名乗っている。温厚で実直な性格の持ち主で、クラウディアもその人格に惹かれ結婚した。夫婦円満な事で有名だが未だに子供がもうけられず、それに悩むクラウスに申し訳ない気持ちを感じている。
グラーヴ・レーヴァンタイン
同盟軍の将軍でクラウディアの養父。歴戦の戦士でクラウディアの剣の師でもある。家の存続に執着しているが、未だに息子のクラウスとその妻のクラウディアとの間に子供が出来ないため、しびれを切らしてクラウディアに自分の子供を産ませようと画策し、ヴォルトと裏取引をした。
大司教
セレスティンに付き従う重鎮で、女神・ラーレンティアの教えを伝える大司教。しかし戦況的に同盟軍が不利とみると、保身のためセレスティンに「国を騙した魔女」の汚名をかぶせ、同盟軍を売ろうとした。

### 魔軍
オリガ・ディスコルディア
声：葵時緒
北の大陸に君臨するダークエルフの女王。気品すらある気高い性格の持ち主で、数百年に渡り魔軍を指揮していたが、魔力が衰えていたところをヴォルト率いる黒犬傭兵団に居城であった「黒の城」を攻め入れられ、魔力を弱体化させるマジック・アイテムで拘束された。人間と交配が出来る種族であるため自らに受胎の封印を施したが、それ故に傭兵団のならず共に休む事無く陵辱される事となる。
クロエ
声：とりきんぐ
オリガの側近の騎士で、ダークエルフと人間のハーフ。幼い頃奴隷だったクロエを救ってくれたオリガに永遠の忠誠を誓っている。奴隷だった頃に肉体を調教され尽くされているため、性的衝動に順応してしまう。父親が人間だったことに加え、奴隷だった頃に人間の主人に陵辱された事から人間を心底嫌っている。

### 七盾同盟軍
セレスティン・ルクルス
声：羽高なる
ハイエルフの女王で七盾同盟軍の長。「白の城」にて、予知能力で全軍の指揮をとっている。「女神・ラーレンティアの生まれ変わり」とも言われ、連合軍の全ての人々に慕われている。
アリシア・アルクトゥールス
声：桃井いちご
一の砦を守護する女騎士で、名門貴族・アルクトゥールス家の長女。聖アイリス騎士団団長を務め、その剣技と可憐な容姿から『姫騎士』と謳われている。自分に厳しく他人を思いやる心の持ち主で領民から慕われているが、剣に生きてきたため性に関しての知識は希薄。
プリム・フィオリーレ
声：佐倉もも花
二の砦を守護する姫君で、その愛らしい容姿と心優しい性格から「花月の姫君」と領民から慕われている。アリシアのいとこにあたり、アリシアの事を立派な姉様と尊敬している。
カグヤ
声：倉田まりや
三の砦を守護する巫女で、異能の神を信仰する巫女集団の長。常に物静かな態度をとっており、自分たちが信仰する神以外の神は全く信じていない。
マイア
声：葉村夏緒
四の砦に滞在していた女傭兵。かつて黒犬傭兵団に所属していた事があり、その強気な性格から姐さん的存在として知られている。ヴォルトとも旧知の仲で、今でも彼を傭兵として尊敬し、そして淡い恋心を抱いている。
ルー・ルー
声：青葉りんご
五の砦を守護する小柄の亜人種「ハーフリング」の長。優れた製造技術と怪力を持ち、自らが造った超巨大な戦斧を片手で軽々と使いこなすが、一方で喜怒哀楽がはげしく子供っぽい。
クラウディア・レーヴァンタイン
声：御苑生メイ
六と七の両方の砦を守護する同盟軍騎士団長で、セレスティンの護衛役も務めている。同盟軍文官・クラウスの妻でもあり、円満夫婦としても有名だが、未だに子供がもうけられないことに悩んでいる。

## 第2作の登場人物

### ニグラムスティア帝国（奉仕国家）
ディレク・ロンド
本作の主人公。ニグラムスティア帝国第6近衛騎士団、通称”黒犬騎士団”団長。元々は流れの傭兵であったが、奉仕国家軍に入ると卓越した武力、鬼謀、そしてカリスマ性によって近衛騎士団団長にまで上り詰めた。その経歴から”建国王ヴォルトの再来”と謳われており、ラドミラの覚えもめでたく、忠実な将として振る舞ってはいるが、実際は面従腹背で王位簒奪の野心を持つ奉仕国家出身者でない流れの傭兵という出自もあって軍上層部の将からは妬みもあって良く思われておらず、奉仕国家軍内では微妙な立場にある。戦場においては勝利の為には手段を選ばず、敵地での虐殺、凌辱、略奪も嬉々として行うが、一方で協力者への恩は忘れず、エルドニア侵攻の際は、アウレリア王国への妨害などの働きに免じて王を助命するなど義理堅い一面もある。
ルカ
声：葵時緒
黒犬騎士団団員でディレクの腹心。人間とダークエルフのハーフ。元は奴隷であったが、ディレクによって買い取られて小姓として仕えることになり、生きる術を教え込まれる。自身の境遇を変えてくれたディレクを崇拝しており、騎士団では斥候を務めている。
リュカオン
黒犬騎士団団員でディレクの腹心。餓狼族という獣人族の出身であり、コハクら狐人族とは対立関係にある。本来餓狼族の男は気が荒く他人の下につくことはないといわれるが、ディレクに惚れ込んでおり、騎士団では最古参である。また、力こそ正義という信念の下に敗者や弱者に対する哀れみや情は一切かけない非情さと、獣人特有の驚異的な戦闘力を持って、切り込み隊長として獣人部隊を率いて活躍している。
ニコラ・ノイバウア
黒犬騎士団団員。元は「キミア」出身の魔術師であったが、禁忌の呪法「淫紋」の研究に傾倒してそれを悪用していため、アストリットによって郷より追放された。そのため、キミアとアストリットを逆恨みしており、キミア侵攻には率先して協力する。
レイモンドゥス・ルルス
元神聖アウレリア王国の老神官で現在は黒犬騎士団に身を置いている。元は敬虔な神官だったが、”神”の声を聞いてからはセラフィーナに執着し始め、邪教徒として追放された過去を持つ。セラフィーナの身柄を貰い受ける条件で黒犬騎士団に協力しており、兵站確保など後方支援を担当している。
エレオノーラ・ベルン
声：霧島はるな
ニグラムスティア帝国内の教会の女司教。誠実で地道な救済活動で司教にまで上り詰めた慈悲と信念の人物として、虐げられる弱者からは絶大な人気を誇る。奉仕国家内で腐敗した教会上層部、堕落した民の現状を憂いており、志を同じくするイリスと内通するが、ディレクに捕えられ凌辱された後、反逆者として城門にて晒された。
メノウ
声：南十字いっせい
狐人族の少年で、「フクスヴァルト公国」の族長コハクの弟。掟により国を旅立った直後に捕まって奴隷となり、奉仕国家に売られ容姿の良さからラドミラに献上され、寵愛を受け、小姓の一人となっている。悪徳のはびこる奉仕国家においても持ち前の心優しさは失われていないが、ラミドラに感化されたせいか常識が一部歪んでしまっている。
ラドミラ
声：渦井ゆきの
ニグラムスティア帝国の女帝。一介の娼婦から、美貌と性技で前国王の寵姫にまで上り詰めて篭絡し、前国王に死によって女帝の地位を得た。その正体は北方より流れ着いた“ティーフリング”と呼ばれる淫魔で、強力な”魅了”の力で周囲を篭絡し、その生気を奪っている。また、自己中心的かつ享楽的な性格をしており、他者の苦悩に無理解であることに加え、命令が二転三転することも多い。

### 神聖同盟軍
イリス・アルケーディア
声：ヒマリ
セレヌス大陸西方の南部に位置する「神聖アウレリア王国」の姫将軍。まだ年少ながら卓越した統率力に戦闘力を誇る名将で、”聖騎士”、”常勝不敗”の異名を持つ。逝去した前国王である両親に代わって国を治めており、神聖同盟軍の盟主となったアウレリア王国の姫将軍として同盟軍の総大将の地位に就き、緒戦から連戦連勝、両軍合わせて二十万規模の戦いとなった「カンピエス平原の戦い」でも自身の率いる精鋭部隊が帝国軍本陣に奇襲を仕掛けて大勝の立役者となった。しかし王都攻防戦では、ディレクが指揮権を得た奉仕国家軍の精鋭部隊の参戦や徴用した女子供を戦場に送り込むなどの策略に苦しめられ、アスリットの敗北、コハクの無断撤退を受け断腸の思いで攻略を断念する。その後、神聖同盟の敗退を受け、秘密同盟を結んだエルドニアの妨害と反攻に移ったディレク率いる奉仕国家軍の攻勢に苦しめられながらも、最後まで抵抗を続けるが、やがて王都は陥落、それでも果敢にディレクに一騎打ちを挑むが敢闘むなしく敗れ、ディレクや兵士に凌辱を受けた後、他の同盟軍の指導者と共に帝都に連行された。
セラフィーナ・レナトゥス
声：片倉ひな
「神聖アウレリア王国」の象徴にしてエンシェントハイエルフ。”女神ラーレンティア”の魂を受け継ぐ三人の内の一人で、世界が危機を迎えた時に目覚め、人々を救うという伝承がある。”予知の力”で人々を導いたセレスティン・ルクルスに対して”浄化の力”を持ち、ラドミラの魅了に対抗し得る存在とされる。
ミスティオラ・アーテー
声：手塚りょうこ
エルドニア王国の寵姫で、希少価値の高い純血のダークエルフである。本人は上品で教養もあるが、男を引き寄せる呪いをかけられており、彼女をめぐって国同士の戦争に発展したこともあることから、”傾城の美女”の異名を持つ。
コハク　
声：御苑生メイ
セレヌス大陸西方の西部に位置する、東方から移住してきた狐人族によって建国された「フクスヴァルト公国」の族長。普段は心根を悟らせない妖艶さを漂わせているが、実際は惚れた相手の為なら命さえ投げ出すことも厭わないほど情に厚く、奉仕国家に拉致された弟メノウの行方を追っている。女性だけで構成された密偵集団くノ一を率いて、諜報活動を中心に同盟軍において活躍するが、首都攻防戦の最中に、無断撤退を行い同盟軍は敗退、その後ディレク率いる奉仕国家軍に侵攻を受け、地の利を生かした抵抗を続けるが、自身の腹心オリベの敗北をきっかけに戦況は悪化、居城に追い詰められ、刺し違える覚悟で単身ディレクに立ち向かおうとするが、弟メノウを人質に取り、降伏を迫るディレクを前に、弟を見捨てることが出来ず断腸の思いで降伏を余儀なくされ、ディレクに凌辱を受けた後、降伏した国の王として帝都に連行された。
アストリット・フラメル
声：水野七海
セレヌス大陸西方の中央に位置する魔術師の郷「キミア魔法師団領」の次期グランドマスター。魔術の研究のみならず弟子の育成にも熱心でイザベル、ビビ、エイミーという三人の少女の弟子がいる。戦争では魔法とゴーレム部隊を率いて活躍するが、首都攻防戦において敗退し捕えられ、以降は慰安用の娼婦として遠征に従軍させられ、兵士たちの凌辱を受け続ける。
メル・メル
声：榎津まお
セレヌス大陸西方の東部に位置するハーフリング族の商業都市連合国家「テュルル」の総帥代行。優秀な商人として活躍して得た莫大な資金によって、虎の子の砲兵部隊と傭兵部隊を率いて同盟軍で活躍するが、首都攻防戦においてリュカオン率いる獣人部隊の攻勢に苦しめられ、アストリットの敗北によって奪われたゴーレム隊の攻撃によって大砲を多数破壊され、更に傭兵部隊の無断撤退を受け撤退を余儀なくされる。自国も奉仕国家軍の侵攻を受け、堅固な城塞と多数の砲兵をもって抵抗を続けるが、やがて多数の大砲と人をはるかに上回る腕力を持つモンスターを用いた作戦に裏をかかれ敵兵の城内への侵入を許し、傭兵部隊の逃亡もあってたちまち首都は陥落、自身は捕虜となり、帝都へと連行された。
ケイル・ゲイル・ディンブル
商業都市連合国家「テュルル」に属する商人。「銅貨の1枚は血の一滴」という信念の下、利益のためならば人身売買、麻薬取引など禁止行為にも手を染めるため、商売敵であったメル・メルと対立。現在はメル・メルの告発によって組合から除名処分を受けており、メル・メルへの復讐からディレクに採算度外視で物資等を援助する。その働きによりテュルル制圧後はディレクの御用商人の地位を得る。
エルドニア王
セレヌス大陸西方の南東部に位置する大国「エルドニア王国」の王。
かつては聡明であったが、”伝説の娼姫”ミスティオラを手に入れて以来は政務を放棄して、後宮に籠っている。ニグラムスティア帝国と神聖同盟軍との戦いにも不干渉を貫いたが、神聖同盟軍が敗れるとこれを見限ってラドミラに謁見、その場でニグラムスティア帝国と同盟を秘密裏に結ぶ。その後は隣国の神聖アウレリア王国の妨害を行ったが、ミスティオラを何者かに誘拐され、アウレリア王国の仕業と決めつけ、激情のまま一方的に侵攻を開始する。全軍が出払っている隙に一方的に同盟を破棄したニグラムスティア軍の奇襲を受け、瞬く間に王都が陥落、アウレリア王国への妨害などの働きに免じてディレクによって見逃された。

## 外伝の登場人物
モーガン
ソフィア・ファン・グレア
声：葉村夏緒
レオナ
声：葵時緒
エミリア・ソルヴァ
声：美空なつひ
エヴリン・モワナール
声：ひむろゆり
アンナ・フローレンス
声：杉原茉莉
グレース・キャンベル
声：葵時緒

## 製作
オリガ役の葵時緒は本作が初めてのメインヒロインであり、それまでは多くても10～20語程度だったのが、オリガの場合は1000語以上かつ台本も分厚くて驚いたと2024年の「BugBug」とのインタビューの中で振り返っている。

## スタッフ
- シナリオ「I」：浅生詠[4]、和泉万夜[4]
- シナリオ「II」：和泉万夜、大熊陣八、上田ながの
- 原画：日陰影次[4]

## ダウンロード販売
ダウンロードでの販売がGyutto、DLsite.com、DMM.comで行われているが、こちらでは製品版の選り抜きのディレクターズカット版も販売されている。以下そのタイトルと発売日。
- 黒獣〜ダークエルフの女王・隷従騎士・人妻聖騎士〜（2013年8月9日発売）
- 黒獣〜口淫の姫騎士・劣情の姫君・肛虐巫女〜（2013年9月27日発売）
- 黒獣〜白乳女神・敗残の女傭兵・巨虐少女戦士〜（2013年10月11日発売）

## ジュブナイルポルノ
- 黒獣〜気高き聖女は白濁に染まる〜（著：高橋ショウ、パンプキンノベルズ、2010年7月23日発売）
- 黒獣〜気高き聖女は白濁に染まる〜（著：天草白、パラダイムノベルス、2010年9月10日発売）
- 黒獣 ～奉仕国家黙示録～（著：田中珠 / 日陰影次、ぷちぱら文庫 、2019年5月31日発売）

## アダルトアニメ
メーカーは株式会社エイ・ワン・シーのブランド「魔人」。
- キャスト：全て原作と同様。
- スタッフ
  - 企画：まんぴーす
  - プロデューサー：茂登山幸利
  - 監督：彩野国男
  - 脚本：八手ROMコ→つのだぢだろう（5巻）
  - 演出：白濁王子
  - キャラクターデザイン：k.z.k.i.、Citizen(5巻)
  - 作画監督：小堺能夫→成田勝、HB（5巻）
  - 絵コンテ：村山公輔（5巻）

### DVD
- 黒獣〜気高き聖女は白濁に染まる〜 〜オリガ×クロエ 黒の城、崩落編〜（2012年1月27日発売）
  - 副音声＆特典CD付きのリニューアルリミテッド版も発売（2013年11月29日発売）
- 黒獣〜気高き聖女は白濁に染まる〜 〜アリシア×プリム 奉仕国家抗い編〜（2012年6月29日発売）
  - 副音声＆特典CD付きのリニューアルリミテッド版も発売（2014年3月28日発売）
- 黒獣〜気高き聖女は白濁に染まる〜 〜カグヤ×ルー・ルー×マイア 柔肌に蠢く蟲、猛り狂う野獣達の夜編〜（2013年11月29日発売）
  - 副音声＆特典CD付きのリニューアルリミテッド「特盛」版も発売（2014年10月31日発売）
- 黒獣〜気高き聖女は白濁に染まる〜 〜クラウディア × セレスティン 義父との関係。女神が堕ちる朝には…編〜（2014年1月31日発売）
  - 副音声＆特典CD付きのリニューアルリミテッド「特盛」版も発売（2014年11月28日発売）
- 黒獣〜気高き聖女は白濁に染まる〜in the BOX（2015年11月27日発売）
- 黒獣〜気高き聖女は白濁に染まる〜 〜戦慄の乱交劇 高潔な姫騎士の白い柔肌に食い込むのは、怒張した切先編〜（2018年8月10日発売）
- 黒獣〜気高き聖女は白濁に染まる〜 〜驚愕の陰惨劇 清楚可憐な幼き姫が虜になったのは、黒光りした生殖器編 〜（2018年12月28日発売）

### Blu-ray
- 黒獣〜気高き聖女は白濁に染まる〜 〜 オリガ×クロエ＆アリシア×プリム Blu-ray HDの城、攻略編 〜（2014年5月30日発売）
- 黒獣〜気高き聖女は白濁に染まる〜 〜カグヤ×ルー・ルー×マイア＆クラウディア× セレスティン Blu-ray HDに蠢く蟲、女神が堕ちる朝には…編〜（2015年5月29日発売）

## ソーシャルゲーム
2013年6月15日より2013年10月28日にかけてスマートフォン版DMM.comの18禁用のオンラインゲームとして『黒獣〜奉仕国家の傭兵団〜』というソーシャルカードゲームが配信されていた。

## 成年向けコミック
2014年7月3日より2017年4月7日にかけて大月渉の作画により、成年向けコミックとして『黒獣〜気高き聖女は白濁に染まる〜 THE COMIC』がヒロインピンチと、その後継誌の正義のヒロイン姦獄ファイルにて不定期で連載され、単行本化された。
- 黒獣 〜気高き聖女は白濁に染まる〜 THE COMIC（著：大月渉、二次元ドリームコミックス、2017年5月26日発売）

2019年6月14日より2021年11月19日にかけて月蜥蜴の作画により、成年向けコミックスとして『黒獣2～淫欲に染まる背徳の都、再び～ THE COMIC』が敗北乙女エクスタシーと、その後継誌のくっ殺ヒロインズにて不定期で連載され、単行本化された。
- 黒獣2～淫欲に染まる背徳の都、再び～ THE COMIC（著：月蜥蜴、二次元ドリームコミックス、2022年1月26日発売）

2024年4月5日よりジンナイの作画により、成年向けコミックスとして『黒獣外伝 淫慾の大娼館 THE COMIC』がくっ殺ヒロインズにて不定期で連載されている。